# (2893) Peiroos
(2893) Peiroos ist ein Asteroid aus der Gruppe der Jupiter-Trojaner. Damit werden Asteroiden bezeichnet, die auf den Lagrange-Punkten auf der Bahn des Jupiter um die Sonne laufen. (2893) Peiroos wurde am 30. August 1975 vom Felix-Aguilar-Observatorium entdeckt.
Benannt wurde der Asteroid nach einer Heldenfigur des trojanischen Krieges.